# Driulis González
Driulis González, född den 21 september 1973 i Guantánamo, Kuba, är en kubansk judoutövare.
Hon tog OS-brons i damernas lättvikt i samband med de olympiska judotävlingarna 1992 i Barcelona.
Hon vann OS-guld i damernas lättvikt i samband med de olympiska judotävlingarna 1996 i Atlanta.
Hon tog därefter OS-silver i samma viktklass i samband med de olympiska judotävlingarna 2000 i Sydney.
Hon tog OS-brons i damernas halv mellanvikt i samband med de olympiska judotävlingarna 2004 i Aten.